# Norishige Kanai
Norishige Kanai M.D. (金井 宣茂, Kanai Norishige) (Tóquio, 5 de dezembro de 1976) é um médico e astronauta japonês da JAXA.  Tenente e oficial-médico de mergulho na Força Marítima de Autodefesa do Japão, integrou a tripulação das Expedições  54 e 55 à Estação Espacial Internacional em 2017/2018.

## Carreira
Formado pelo Colégio Médico de Defesa Nacional em 2002, serviu em 2004 no Hospital Ohminato das Forças de Autodefesa do Japão, ano que também completou o curso de mergulhador naval médico, qualificando-se como oficial-médico de mergulho. Na mesma época, como estudante internacional, fez o curso similar da US Navy, qualificando-se pelas duas marinhas em 2006. Trabalhando até 2009 em hospitais militares em Tóquio e Hiroshima, em setembro deste ano  foi selecionado pela JAXA para o curso de astronautas da NASA, qualificando-se em julho de 2011, depois de dois anos de treinamento em instruções científicas e técnicas, introduções intensivas sobre os sistemas da ISS, Atividade extraveicular (AEV), robótica, treino psicológico, treino de voo no T-38 Talon, e sobrevivência na água e floresta. Em julho de 2015, integrou como Aquanauta a tripulação da NEEMO 20.

#### Expedição 54/55
Em 17 de dezembro de 2017 Kanai foi lançado ao espaço a bordo da nave russa Soyuz MS-07 para integrar a tripulação das Expedições 54 e 55 na estação espacial. Em janeiro de 2018 ele recebeu alguma publicidade após erradamente twittar que havia crescido "tanto quanto 9 cm" por causa da falta de gravidade. Microgravidade permite que as vértebras nas espinhas dos astronautas se estiquem; o crescimento típico para os astronuatas em zero-g é de dois a cinco centímetros. Um crescimento de 9 centímetros pode, hipoteticamente, criar problemas, já que a cápsula Soyuz que leva os astronautas devolta à Terra tem um limite de altura quando sentados. Entretanto, depois Kanai remidiu-se e twittou que havia crescido aparentemente 2 cm, dizendo "foi um erro de medida (?)"  [sic].
Depois de 168 dias em órbita ele retornou à Terra com o restante da tripulação da Soyuz em 3 de junho de 2018.